# Oreocereus
Oreocereus je rod jihoamerických, horských, nepříliš vysokých sloupovitých kaktusů. Vyznačují se množstvím vlasů v areolách, které mohou zcela zakrývat stonek. Pěstírny produkují velké množství malých semenáčků, které jsou jako „Chlupatý kaktus“ v supermarketech a květinářstvích nabízeny široké veřejnosti.

## Výskyt
Oblastí výskytu oreocereusů jsou horské oblasti Jižní Ameriky. Jedna větev má centrum v Bolívii a severní Argentině a v přilehlé oblasti severního Chile. Druhá větev má centrum v Peru s přesahem do severního Chile. Oreocereusy rostou ve značně řídkých porostech odolné vysokohorské vegetace nebo zcela samostatně v otevřené holé krajině.
Oreocereus celsianus
má široký areál výskytu, je to severní Argentina, hraniční oblasti Bolívie a Chile, ve výškách 2 000 až 3 700 m n. m.
Oreocereus fossulatus
má lokality v Bolívii.
Oreocereus trollii
je domovinou v Bolívii a severní Argentině, ve výškách až 3 500 – 4 300 m n. m., lokality jsou vystavené povětří na holých kamenitých pláních bez krytu další vegetace.
Oreocereus leucotrichus
roste v jižní části Peru, severní Chile, okrajově Bolívie. Místy vytváří husté kolonie, až 2 m vysoké kaktusové křoviny.
Oreocereus variicolor
roste v jižní části Peru a v severním Chile, okolo 3 000 m n. m. Areál výskytu se překrývá s Oreocereus leucotrichus a v okrajových oblastech se oba druhy kříží.
Oreocereus ritterii
má centrum výskytu v jižním Peru, přibližně v oblasti výskytu Oreocereus variicolor, ale ve vyšších polohách okolo 3 500 až 4 000 m n. m.

## Popis
Oreocereusy jsou sloupovité kaktusy, obvykle jen do 2 m vysoké. Většinou odnožují odspodu, některé populace rostou i stromovitě. Silnější stonky nesou 8 až 20 plochých, oblých žeber s hrbolovitým rozšířením okolo areol. Trny výrazné, až 10 cm dlouhé, přímé nebo mírně prohnuté, odstávající, různých barev, žluté, hnědavé, červené. Hlavní ozdobou jsou početné vlasy. Jsou značně různorodé co do tvaru i počtu. Někdy tvoří jen podklad pod trny, jindy rostlinu zcela zahalují. Obvykle jsou bílé, ale mohou mít i jiné barvy, žlutavé, rezavé, hnědé. Květy jsou 4 až 9 cm dlouhé, s dlouhou, chlupy porostlou trubkou a malou korunnou, zygomorfní, v odstínech červené. Mnohdy jsou opylovány kolibříky. Plody malé šťavnaté bobule, semena asi 1 mm velká, hnědá až černá.
Oreocereus celsianus
je značně variabilní, mohutné rostliny jsou okolo 2 m vysoké. Má dlouhé vlasy, značně nepravidelně odstávající. Středové trny žluté, jantarové, červené až hnědavé. Forma vysoká až 3 m byla nazývaná Oreocereus maximus.
Oreocereus fossulatus
je až 2 m vysoký, ale velmi štíhlý, trny žlutavě hnědé, u formy rubrispinus výrazně červené.
Oreocereus leucotrichus
je podobný Oreocereus fossulatus, ale má méně trnů. Vlasový pokryv bývá řidší.
Oreocereus variicolor
má méně vlasů, zato velmi mohutné trny až 10 cm dlouhé.
Oreocereus trollii
je nejnižší, obvykle jen 0,5 m vysoký, zato jsou stonky poměrně silné. Je celý zahalený do měkkých bílých vlasů, ze kterých nepravidelně trčí až 7 cm dlouhé tmavočervené nebo žlutavé trny. Nejvíce ceněný druh pro vzhled.
Oreocereus ritterii
vytváří odspodu rozvětvené trsy až 1,5 m vysoké a 4 m široké. Střední, medově zbarvené trny jsou až 10 cm dlouhé a stonek je zcela zahalen do vlasů. Obvykle jsou bílé, ale mohou být i nažloutlé, nahnědlé, rezavé. Může jich být až 500 v jedné areole.

## Taxonomie
O. celsianus byl do Evropy dovezen již roku 1850 jako Pilocereus celsianus.
Jednotlivé taxony jsou značně variabilní, vzhledem se okrajové formy překrývají a jejich pojetí se mění.
O. celsianus je znám i pod názvem O. neocelsianus. Nejvyšší formy byly popsány jako O. maximus, další platně nepopsaná katalogová jména jsou O. giganteus, O. magnificus.
Druh O. fossulatus bývá řazen jako varieta O. neocelsianus, nebo uváděn jako O. pseudofossulatus. Další druh O. leucotrichus je znám více pod názvem O . hendriksenianus.
Dále bývají uváděny druhy O. tacnaensis a O. urmiriensis.
Někteří taxonomové do rodu Orecereus přiřazují rod Morawetzia (M. sericata, M. doelziana), který se však liší tvorbou malého cephalia v květní zoně.

## Pěstování
Horské oreocereusy O. celsianus, O. trolii, O. ritterii jsou odolné rostliny. Vyhovuje jim přímé osvětlení ve volné kultuře a střídání denního tepla s nočním chladem a přezimování od 5 °C výše. Populace O. leucotrichus a částečně O. variicolor z nižších poloh jsou více teplomilnější, vyhovuje jim pěstování ve skleníku a přezimování při teplotách nad 10 °C. U nás kvetou ojediněle, množí se výsevem semen z dovozu, nebo vegetativně. Ačkoliv všechny rostou dobře pravokořené po naroubování na silnou podnož, např. Cereus peruvianus, vytváří mohutnější trny a hustší vlasy.
Jsou často nabízeny jako malé semenáčky a občas i větší reprezentativní rostliny v květinářstvích a supermarketech.

## Galerie

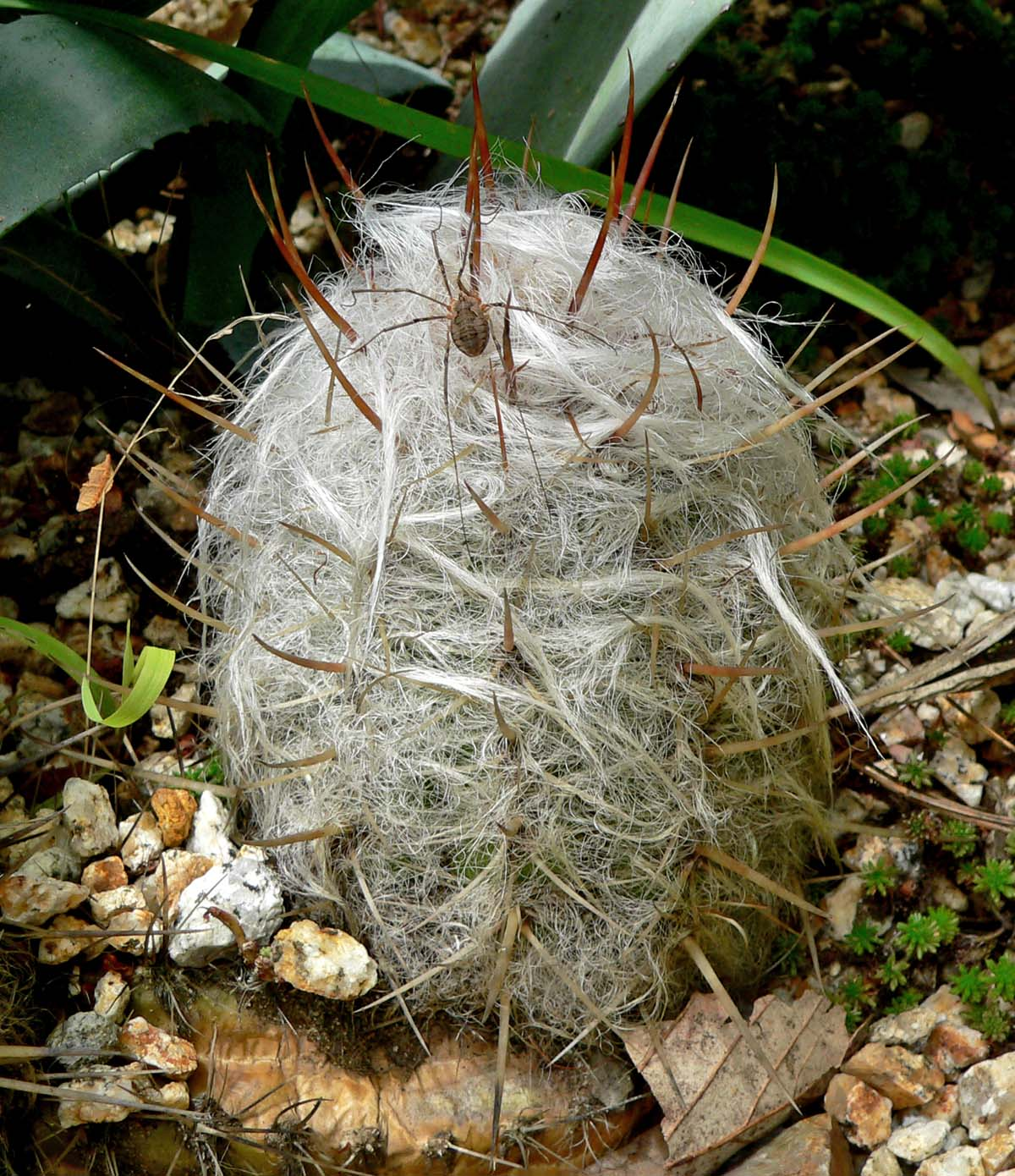
Již jako malé semenáčky bývají oreocereusy zahaleny do vlasovitých trnů.
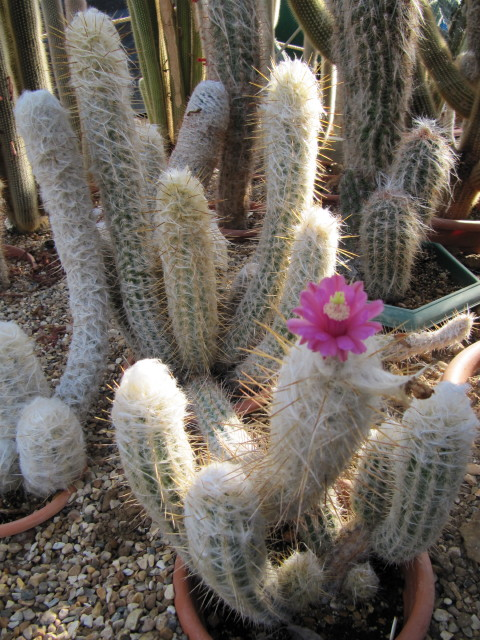
Výsadba ve skleníku chráněná proti povětří má bělostný vzhled.
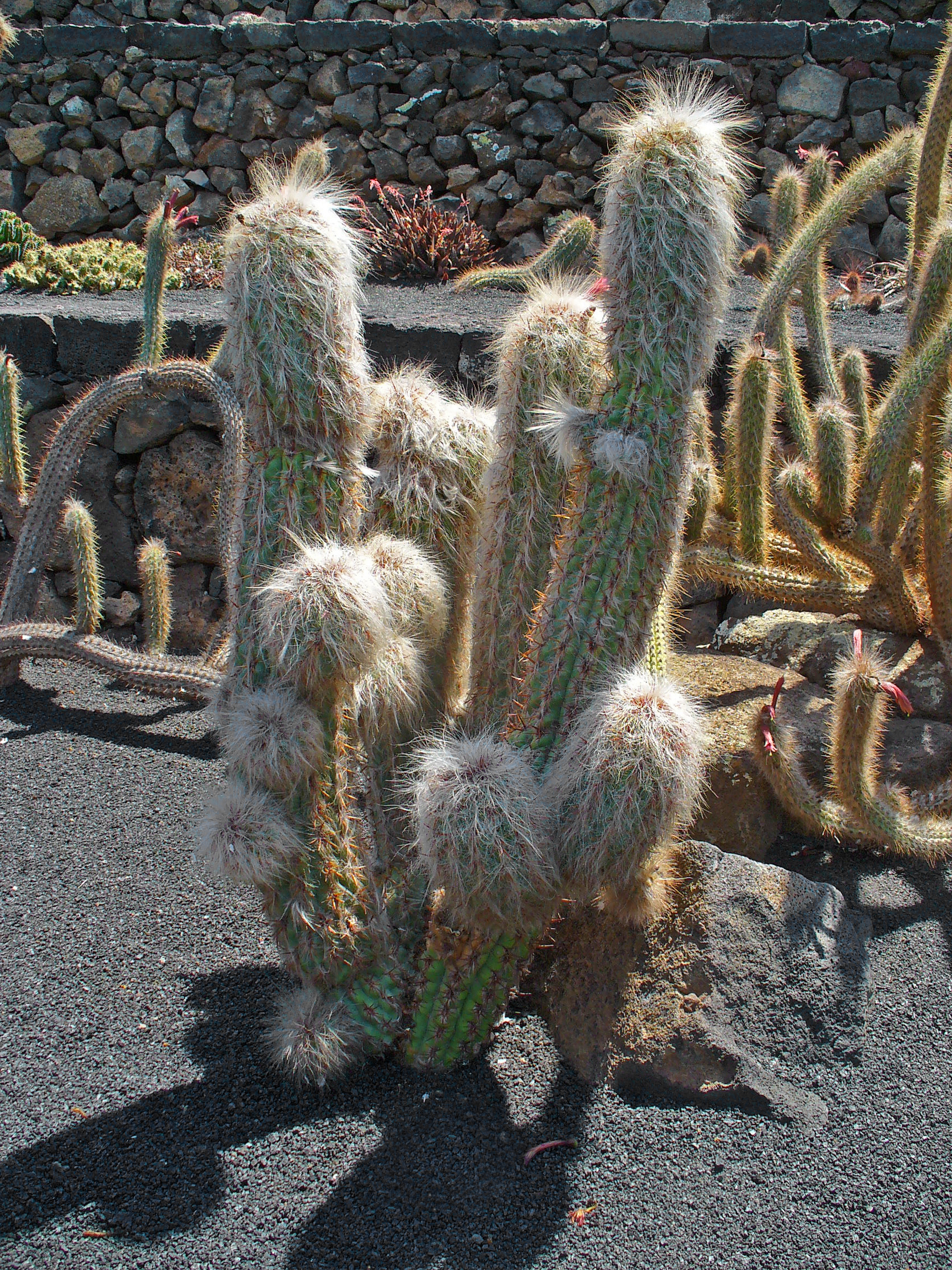
Oreocereus fossulatus  ve volné kultuře má divočejší vzhled
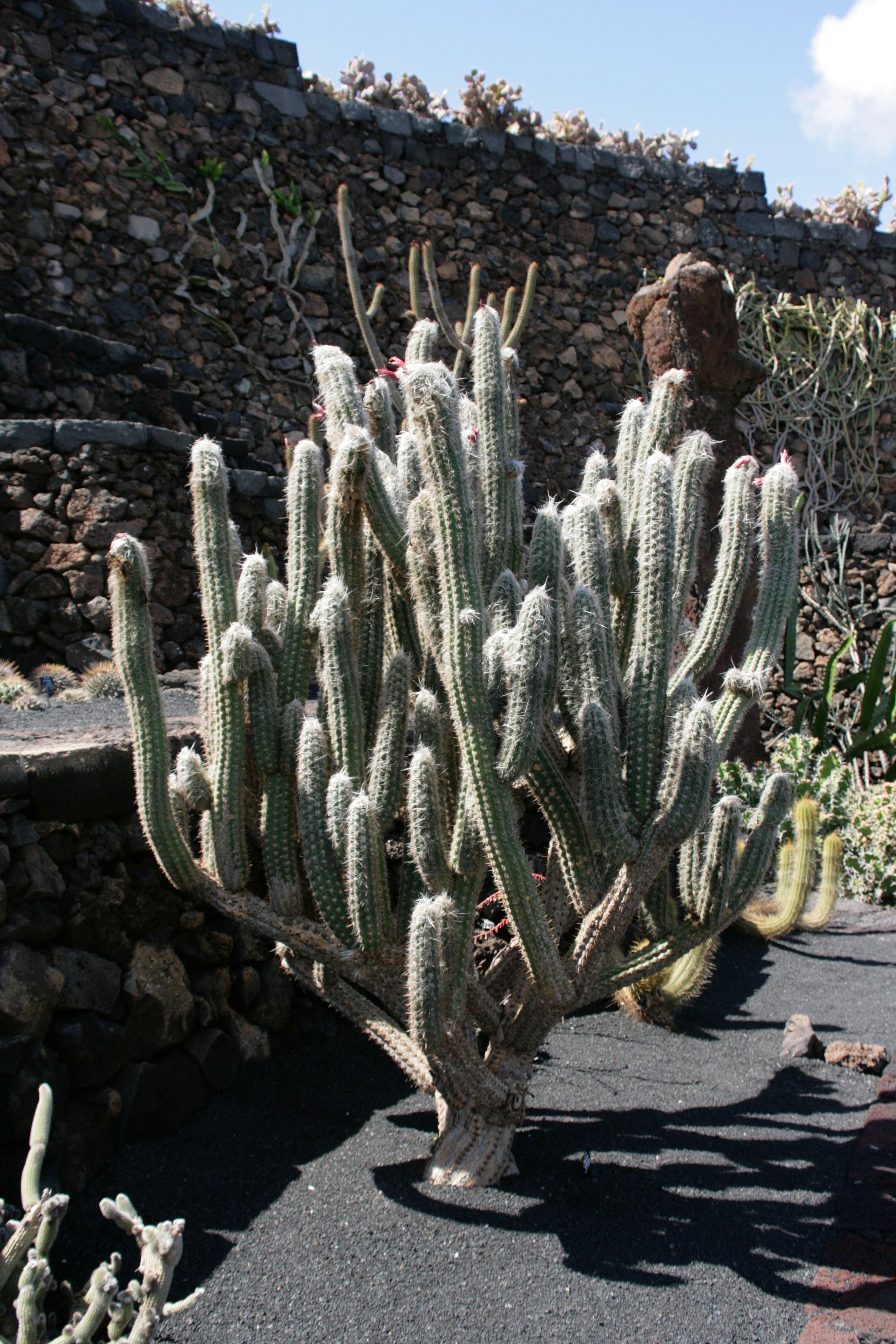
Mohutný trsovitý vzrůst při dobrých podmínkách ve volné kultuře
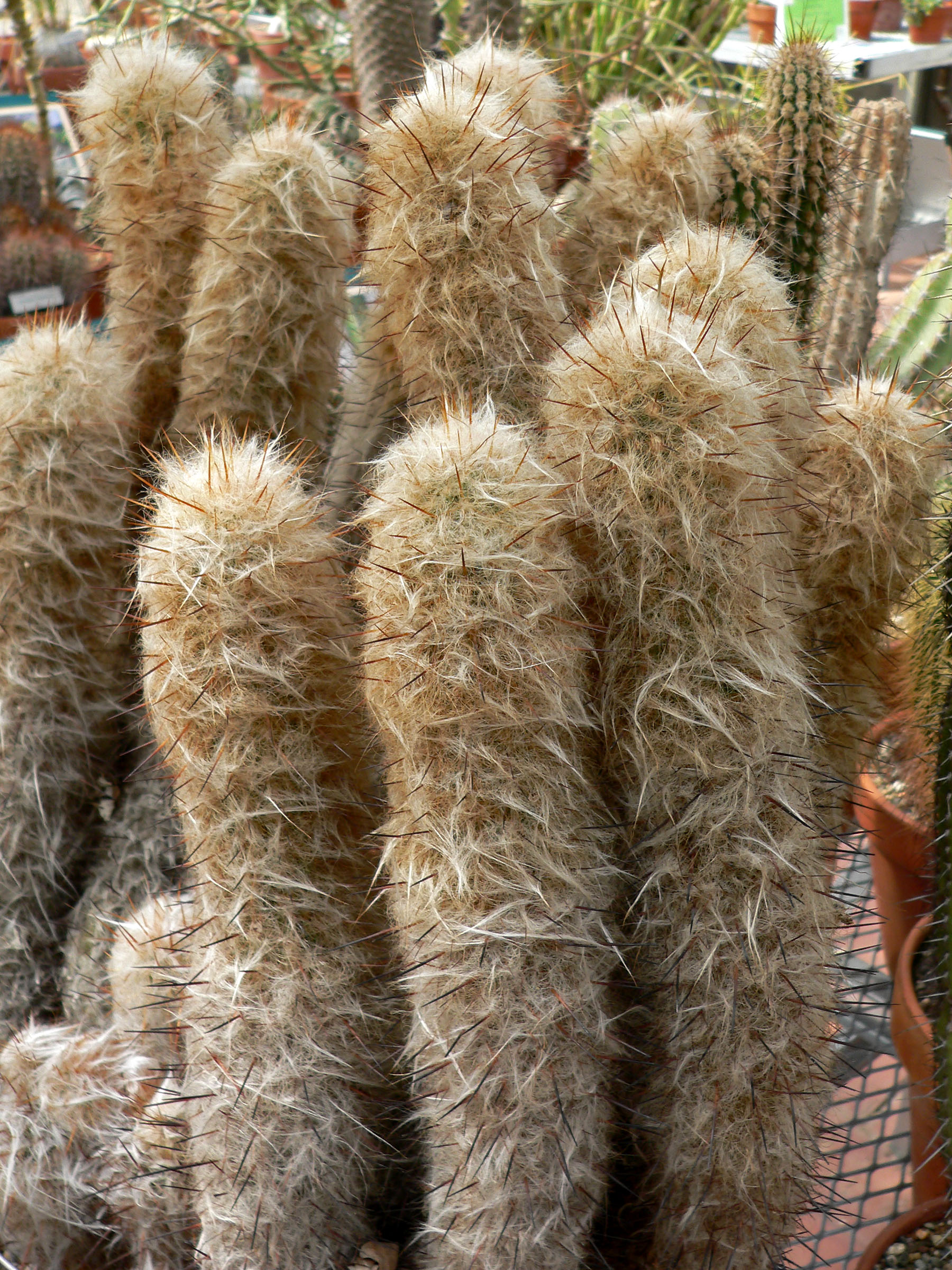
Vzrostlý Oreocereus trollii s tmavší vlnou ve skleníku
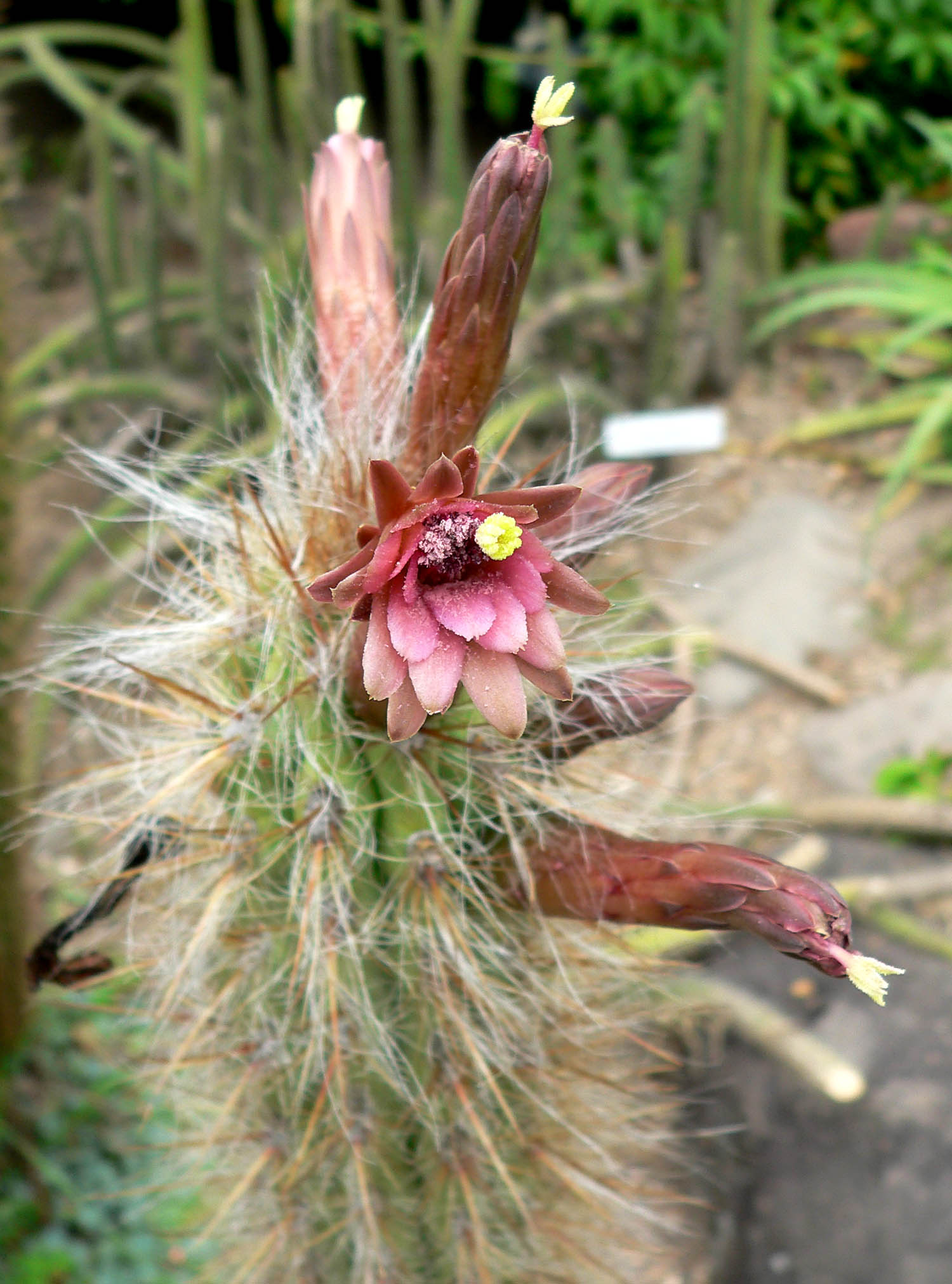
Detail poupat a květů
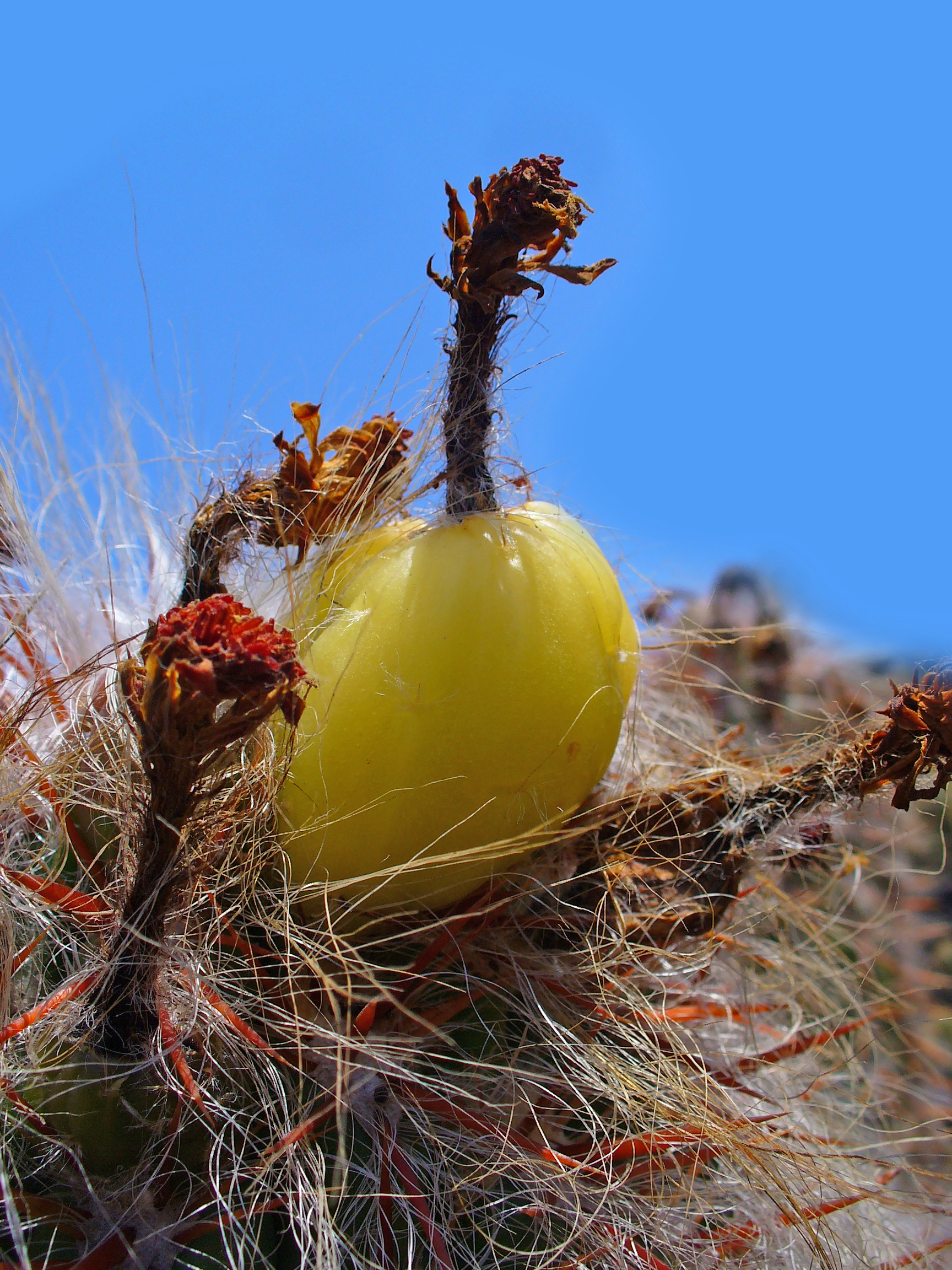
Detail plodů Oreocereus fossulatus